# See You in Vegas
See You in Vegas es un documental neerlandés de 2007, dirigido por Antoinette Beumer y Maaik Krijgsman, que también se encargaron de la fotografía, en la producción estuvieron Anja Cloosterman, Jan De Ruiter y Niek Koppen, los protagonistas son Pamela Anderson y Hans Klok. Esta obra fue realizada por Selfmade Films y se estrenó el 1 de noviembre de 2007.

## Sinopsis
Este documental es acerca del mago neerlandés Hans Klok. Se da a conocer su recorrido hasta concretar su sueño en la capital mundial de los magos: Las Vegas.